# LATAM Colombia
LATAM Airlines Colombia (trước đây là LAN Colombia) là hãng hàng không của Colombia, trụ sở ở Bogotá. Hãng có các tuyến đường chở khách trong nước và trong khu vực. Căn cứ chính của hãng ở Sân bay quốc tế El Dorado và các căn cứ khác ở Sân bay quốc tế Ernesto Cortissoz, (Barranquilla), Sân bay Olaya Herrera, (Medellín) và Sân bay Perales, (Ibagué). Hãng nổi tiếng có những bất thường trong quan hệ với khách hàng.

## Lịch sử
AIRES được thành lập ở Ibagué và bắt đầu hoạt động từ ngày 23.2.1981 bằng 2 máy bay Embraer EMB 110 Bandeirante. Hãng hiện có 581 nhân viên.
Năm 1990, hãng đã giảm 9% lượng vận chuyển hành khách.
Tuy nhiên, với sự nổi lên của Copa Airlines Colombia vào năm 1992, điều đó có nghĩa là họ đã có một đối thủ cạnh tranh mới tại thị trường Colombia. Hãng đã mở rộng quy mô nhỏ, chủ yếu bổ sung dịch vụ đến các quốc gia láng giềng là Venezuela và Ecuador.

## Các nơi đến
- Panama
  - Thành phố Panama
- Aruba
  - Oranjestad
- Antille thuộc Hà Lan
  - Curaçao
- Colombia
  - Armenia
  - Apartadó
  - Barranquilla
  - Bogotá
  - Bucaramanga
  - Cali
  - Cartagena
  - Cúcuta
  - Florencia
  - Ibagué
  - Manizales
  - Medellín
  - Montería
  - Neiva
  - Pereira
  - Popayán
  - Puerto Asís
  - Quibdó
  - Valledupar
  - Villavicencio
  - Yopal
- Venezuela
  - Maracaibo

## Đội máy bay
(Ngày 20.7.2008) :
- 2 Bombardier Dash 8 Q100
- 10 Bombardier Dash 8 Q200
- 4 Bombardier Dash 8 Q300

## Đội máy bay ngưng hoạt động
(Tháng 8/2007):
- 3 De Havilland Canada Dash 8
- 4 F-27 Friendship
- 6 Embraer EMB 110P1 Bandeirante